# Brockway (Novo Brunswick)
Brockway é uma comunidade localizada na província canadense de New Brunswick.